# Bastrop County
Bastrop County je okres ve státě Texas v USA. Žije zde přibližně 97 tisíc obyvatel. Správním městem okresu je Bastrop. Celková rozloha okresu činí 2 320 km².